# The Planets
The Planets (opusnummer 32) is een tussen 1914 en 1916 gecomponeerde zevendelige orkestsuite van de Engelse componist Gustav Holst. Ieder deel van de suite is genoemd naar een planeet in het zonnestelsel die op het moment van componeren bekend was. De aarde wordt echter niet in muziek weergegeven. Nog steeds is de suite een van de meest uitgevoerde Engelse muziekstukken, er zijn veel opnames van gemaakt en het werk heeft een grote invloed op andere muziekwerken gehad. De eerste complete uitvoering van de suite vond plaats op 15 november 1920 – London Symphony Orchestra onder leiding van Albert Coates – en daarvoor waren er enkele privé- en incomplete uitvoeringen geweest. 

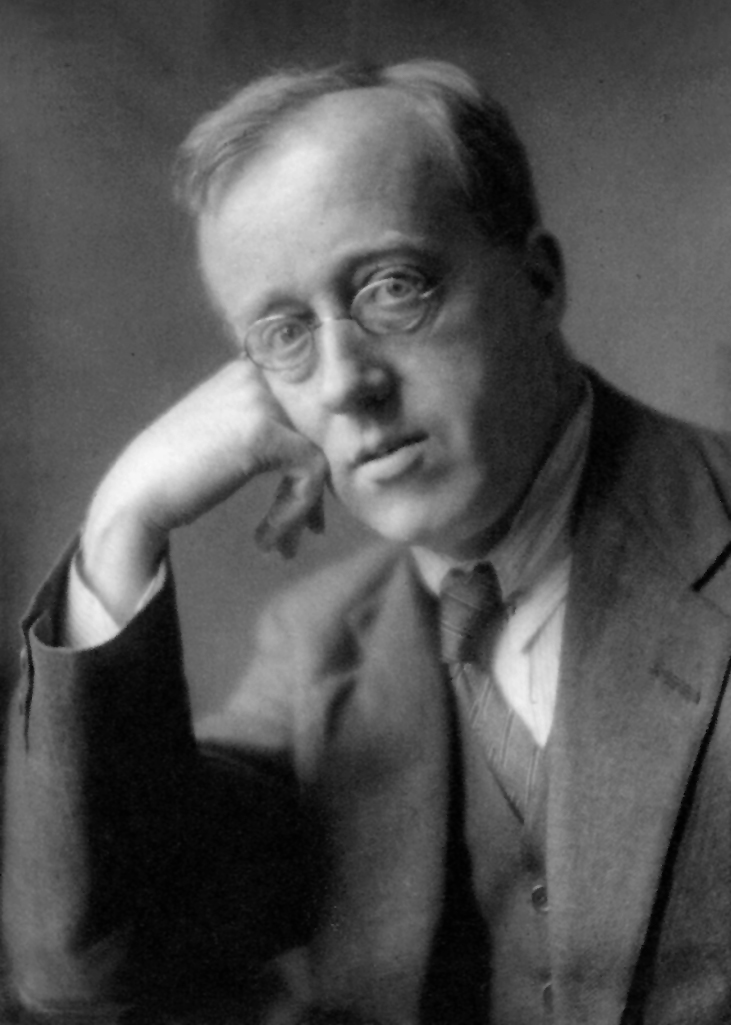
Gustav Holst

## Instrumentatie
De suite is geïnstrumenteerd voor groot orkest: 4 fluiten (de 3de fluit dubbelt de eerste piccolo; de 4de fluitpartij de 2de piccolo en de altfluit); 3 hobo’s (de 3de hobo dubbelt de bashobo); één Engelse hoorn (althobo, cor anglais); drie klarinetten; één basklarinet; drie fagotten; één contrafagot; zes hoorns; vier trompetten; drie trombones; één tenortuba (eufonium); één bastuba; een slagwerksectie met 6 pauken (voor 2 musici); grote trom; kleine trom; bekkens; triangel; tamtam; tamboerijn; glockenspiel; xylofoon; buisklokken; celesta; een orgel; 2 harpen, vrouwenkoor (verhouding sopranen – alten 2 op 1) en strijkers (in grote bezetting, minstens: 16 – 16 – 12 – 8 – 8).

## Structuur
Het stuk is onderverdeeld in zeven delen:
1. Mars - The Bringer of War
2. Venus - The Bringer of Peace
3. Mercury - The Winged Messenger
4. Jupiter - The Bringer of Jollity
5. Saturn - The Bringer of Old Age
6. Uranus - The Magician
7. Neptune - The Mystic

Holsts originele titel is 7 stukken voor groot orkest. De delen werden eerst alleen met het tweede deel van hun latere titel aangeduid. Dus bijvoorbeeld 1 The Bringer of War; 2 The Bringer of Peace etc. De huidige namen werden voor de eerste incomplete uitvoering toegevoegd. De originele titel lijkt geïnspireerd te zijn op Arnold Schoenbergs Fünf Orchesterstücke uit 1914; een partituur die Holst uitvoerig bestudeerde (en de enige van een andere componist die ooit in zijn bezit was). Een uitvoering van het stuk duurt ongeveer 50 minuten; Holsts eigen opname uit 1926 duurt bijna 43 minuten. 
Bij de indeling van het stuk komt de vraag op waarom Holst koos voor de volgorde Mars, Venus, Mercurius, Jupiter in plaats van de volgorde in het zonnestelsel. Een verklaring is dat dit de volgorde van een symfonie zou kunnen zijn qua tempo-indeling: Mars – Allegro; Venus – Andante; Mercury – Allegretto/presto, scherzo en Jupiter: Allegro. Een andere uitleg is dat de volgorde van de dierenriem wordt gevolgd (in Engels): Aries, Taurus, Gemini, Sagittarius, Capricorn, Aquarius, Pisces. Een andere mogelijkheid is dat de drie aardse planeten ingedeeld zijn in volgorde verste afstand/dichtst op de zon en de gasplaneten in de volgorde dichtstbij/meest veraf. Als men Jupiter als centrum van de suite neemt, spiegelen de andere delen elkaar: Mars is beweging, Neptune statisch; Venus is verhevenheid, Uranus vulgair; Mercury is licht en schertsend en Saturn is zwaar en ploegerig: uitleg van de muziekcriticus David Hurwitz. Holst heeft echter altijd geweigerd  in te gaan op de vraag om een uitleg. Mogelijk volgde hij gewoon zijn muzikale instinct. 
De speculatie dat hij Mars schreef als een reactie op het uitbreken van de Eerste Wereldoorlog ontkende hij echter stellig, waaraan hij toevoegde dat Mars reeds voordat men een vermoeden van een oorlog kon hebben was voltooid. Toch wordt Mars als een vooruitziende blik aangaande mechanische oorlogsvoering gezien. De oorspronkelijke partituur is in verschillende handschriften uitgewerkt. Dit komt doordat Holst leed aan neuritis in zijn rechterarm en veel pijn had tijdens het schrijven. Deze neuritis was ook de reden dat Holst voor militaire dienst – waar hij zich net als Ralph Vaughan Williams voor had opgegeven – werd afgekeurd. 
Het deel Neptune is een van de eerste muziekwerken die een fade-outeinde hebben. (Waarschijnlijk geldt Joseph Haydn als de uitvinder hiervan in zijn Afscheidssymfonie.) Holst schrijft voor dat het vrouwenkoor in dit laatste deel in een kamer naast de concertzaal dient te worden opgesteld waarbij de deur ervan zachtjes moet worden gesloten als de laatste maat van het stuk klinkt. De strijkers dienen dan zodanig te spelen dat er sprake is van afglijden naar een onhoorbaar pianississimo. Het is een magisch effect dat de suggestie wekt dat de luisteraar het zonnestelsel verlaat.

#### Pluto
Toen Holst The Planets componeerde was Pluto nog niet ontdekt. Holst heeft nooit de intentie gehad Pluto-muziek toe te voegen aan zijn compositie. In 2000 bestelde de chef-dirigent van het Hallé Orchestra, Kent Nagano, bij de componist Colin Matthews een achtste deel dat de titel Pluto, The Renewer kreeg. Om een overgang van Neptune naar Pluto te bewerkstelligen wijzigde Matthews het einde daarvan enigszins, iets wat niet veel bijval heeft gekregen. Van deze bewerking zijn enkele opnames gemaakt.

## Arrangementen en stukken geïnspireerd op The Planets
- Holst bewerkte de centrale melodie van Jupiter in 1921 en paste haar qua tempo aan bij de tekst van een vaderlandslievend gedicht, I vow to thee, my Country, van Cycil Spring-Rice aan. Als lofzang, genaamd Thaxed, vond ze haar weg in Ralph Vaughan Williams’ Songs of Praise dat onder andere uitgevoerd werd tijdens de begrafenis van Diana, de prinses van Wales;
- Een duet voor piano vier handen door Holst zelf;
- Arrangement voor 2 piano’s (1949 – Holst, Day, Lasker);
- Een bewerking voor orgel door Peter Sykes;
- Een bewerking voor (moog)synthesizers door Tomita;
- Een arrangement voor brassband door Stephen Roberts;
- Veel arrangementen voor harmonieorkest;
- In veel stukken van progressive rock-groepen kan men melodieën en delen van The Planets terugvinden: bijvoorbeeld in Emerson, Lake and Palmer; King Crimson (In the Wake of Poseidon); Manfred Mann’s Earth Band (Joybringer) en Yes (Time and Word);
- In de muziek van de filmcomponist John Williams is op verschillende plaatsen te horen dat hij The Planets heeft bestudeerd. In Star Wars, als de keizerlijke troepen muzikaal worden voorgesteld, leunt hij op het mechanische ritme van Mars.